# Dr. Jekyll og Mr. Hyde (film fra 1908)
|  | For andre betydninger, se Dr. Jekyll og Mr. Hyde (flertydig) |
Dr. Jekyll og Mr. Hyde er en amerikansk stumfilm fra 1908.